# جورج بلكينغتون
جورج بلكينغتون (بالإنجليزية: George Pilkington)‏ (7 نوفمبر 1981 في المملكة المتحدة - ) هو لاعب كرة قدم بريطاني في مركز الدفاع. لعب مع بورت فايل وفوريست غرين وماكليسفيلد تاون ونادي إكزتر سيتي ونادي إيفرتون ونادي لوتون تاون ونادي مانسفيلد تاون.

## وصلات خارجية
- جورج بلكينغتون على موقع قاعدة بيانات كرة القدم.إي يو (الإنجليزية)
- جورج بلكينغتون على موقع Soccerbase.com (لاعب) (الإنجليزية)
- جورج بلكينغتون على موقع Soccerway.com (الإنجليزية)